# Тоау

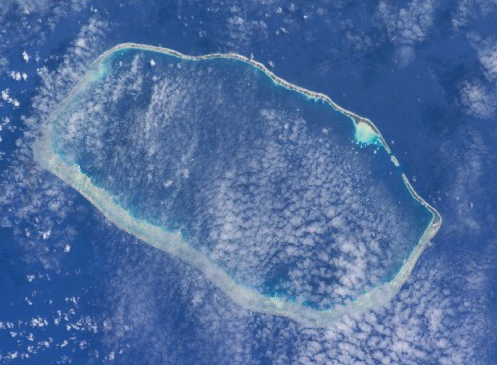

Тоау, Пакурія або Таха-а-тіті — кораловий атол у Французькій Полінезії, один з островів Паллісер (Îles Pallisier). Тоау має широку лагуну. Довжина острову 35 км, ширина — 18 км. Найближчий суходіл — атол Факарава, розташований 14 км на південний схід.
У 2012 році на атолі Тоау проживало 18 осіб. Головне село називається Марагай.

## Історичні факти
Капітан Джеймс Кук був першим зареєстрованим європейцем, який побачив атол у квітні 1774 року. На деяких картах Тоау фігурує під назвою «Єлизавета».

## Адміністрація
Атол Тоау належить до комуни Факарава, яка складається з Факарави, а також атолів Аратіка, Кауехі, Ніау, Рарака, Таіаро і Тоау.